# Джурич, Милош
Милош Джурич (серб. Miloš Đurić / Милош Ђурић; 14 января 1892, Славонски-Бенковац — 5 декабря 1967, Белград) — югославский сербский писатель и переводчик, филолог и философ, прославившийся переводами на сербский язык произведений древнегреческой литературы (в том числе «Илиады» и «Одиссеи»). Член Сербской академии наук и искусств с 1961 года, автор более 200 работ по классической литературе и философии. Кавалер Ордена Святого Саввы (Королевство Югославия) и Ордена Труда с Красным знаменем (СФРЮ).

## Биография
В годы существования Королевства Югославия Джурич работал в Коларчевом университете города Белград, где преподавал этику. Он переводил произведения Гомера, Эсхила, Софокла, труды Аристотеля, Платона и многих других деятелей античной литературы и философии. Также он перевёл некоторые произведения с латыни и немецкого.
Во время Народно-освободительной войны Югославии Джурич вошёл в число немногих университетских преподавателей, оказывавших сопротивление марионеточному режиму Милана Недича, и отказался подписывать коллаборационистское «Обращение к сербскому народу». Когда его в этом начал укорять композитор Милой Милоевич, Джурич воскликнул: «Тебе легко, ты же играешь на дудке, но я преподаю этику!». Эта фраза вскоре стала крылатой в сербской этике.
За свой отказ подписывать петицию Джурич был изгнан из университета в 1942 году и отправлен в Бановинский концлагерь. Позднее эта история наравне с некоторыми другими похожими стала основой для югославского телесериала «Возвращение списанных». После войны Джурич продолжил свою работу, однако его жизнь была омрачена трагической гибелью его сына Растко на фронте. Милош посвящал с того момента все свои труды своему покойному сыну.

## Некоторые переведённые работы

### С древнегреческого
- Иллиада (Гомер)
- Одиссея (Гомер)
- Поэтика (Аристотель)
- Просительницы (Эсхил)
- Персы (Эсхил)
- Семеро против Фив (Эсхил)
- Прометей прикованный (Эсхил)
- Орестея (Эсхил)
- Антигона (Софокл)
- Царь Эдип (Софокл)
- Медея (Еврипид)
- Ипполит (Еврипид)
- Ифигения в Тавриде (Еврипид)
- Дафнис и Хлоя (Лонг)
- Пир (Платон)
- Ион (Платон)
- Апология (Платон)
- Федр (Платон)
- Федон (Платон)
- Критон (Платон)
- Сравнительные жизнеописания (Плутарх)
- Беседы Эпиктета (Арриан)

### С латыни
- О блаженной жизни (Сенека)
- Письма к Луцилию (Сенека)

### С немецкого
- Понять природу человека (Альфред Адлер)
- Психологические типы (Карл Густав Юнг)